# Srednjoeuropsko ljetno vrijeme
| svijetlo plavo  | Zapadnoeuropsko vrijeme (UTC; bez prelaska na ljetno vrijeme). |
| plavo           | Zapadnoeuropsko vrijeme (UTC; UTC+1 ljeti).                    |
| crveno          | Srednjoeuropsko vrijeme (UTC+1; UTC+2 ljeti).                  |
| žuto            | Kaliningradsko ljetno vrijeme (UTC+2)                          |
| tamno žuto      | Istočnoeuropsko vrijeme (UTC+2; UTC+3 ljeti).                  |
| svijetlo zeleno | Moskovsko ljetno vrijeme (UTC+3)                               |

Srednjoeuropsko ljetno vrijeme (eng. Central European Summer Time, kraticom: CEST) јe јedno od imena za vremensku zonu UTC+2. Koriste јe većina europskih zemalja.

## Korištenje
- Albanija
- Andora
- Austrija
- Belgija
- Bosna i Hercegovina
- Hrvatska
- Češka
- Danska
- Francuska
- Njemačka
- Gibraltar (UK)
- Mađarska
- Italija
- Kosovo
- Lihtenštajn
- Luksemburg
- Sjeverna Makedonija
- Malta
- Monako
- Crna Gora
- Nizozemska
- Norveška, uključujući:
  - Svalbard i Jan Mayen, Otok Bouvet
- Poljska
- San Marino
- Srbija
- Slovačka
- Slovenija
- Španjolska - osim Kanarskih Otoka
- Švedska
- Švicarska
- Vatikan